# Coppa Libertadores under 20
La CONMEBOL Libertadores Sub-20, nota in italiano come Coppa Libertadores Under-20, è una competizione calcistica sudamericana per squadre di club Under-20 organizzata dalla CONMEBOL, che è stata istituita nel 2011.
Le squadra più titolata è il Flamengo, con due successi.

## Storia
La prima edizione della competizione è stata giocata in Perù, a Lima. Potevano parteciparvi i giocatori nati dopo il 1º gennaio 1990, rendendola in pratica una competizione Under-21. Infatti il torneo, originariamente, avrebbe dovuto svolgersi a novembre 2010, ma a causa dello slittamento, è stata cambiata l'età massima dei giocatori che potevano parteciparvi.
Dopo le prime due edizioni nel 2011 e nel 2012, la competizione non si è disputata. Nel 2015 il comitato esecutivo della CONMEBOL ha confermato il ritorno del torneo, che è stato assegnato al Paraguay per l'edizione 2016.

## Formula
Il torneo è giocato da 12 squadre, una da ogni federazione della CONMEBOL, divise in tre gruppi da quattro squadre ciascuno. Le prime tre di ogni gruppo e la migliore seconda si qualificano per le semifinali. È prevista anche la finale per il terzo posto.

## Albo d'oro
| Stagione | Campione                | Risultato       | Seconda                 | Terza           | Risultato       | Quarta         |
| -------- | ----------------------- | --------------- | ----------------------- | --------------- | --------------- | -------------- |
| 2011     | Universitario           | 1 - 1 (4-2 dtr) | Boca Juniors            | América         | 1 - 0           | Alianza Lima   |
| 2012     | River Plate             | 1 - 0           | Defensor Sporting       | Corinthians     | 2 - 1           | Unión Española |
| 2016     | San Paolo               | 1 - 0           | Liverpool (M)           | Cortuluá        | 1 - 0           | Lanús          |
| 2018     | Nacional                | 2 - 1           | Independiente del Valle | River Plate     | 1 - 1 (5-4 dtr) | San Paolo      |
| 2020     | Independiente del Valle | 2 - 1           | River Plate             | Flamengo        | 5 - 2           | Libertad       |
| 2022     | Peñarol                 | 1 - 1 (4-3 dtr) | Independiente del Valle | Guarani         | 5 - 2           | Caracas        |
| 2023     | Boca Juniors            | 2 - 0           | Independiente del Valle | Cerro Porteño   | 2 - 2 (4-2 dtr) | Peñarol        |
| 2024     | Flamengo                | 2 - 1           | Boca Juniors            | Rosario Central | 2 - 1           | Aucas          |
| 2025     | Flamengo                | 1 - 1 (3-2 dtr) | Palmeiras               | Belgrano        | 5 - 1           | Danubio        |

## Premi
| Anno | Miglior giocatore | Capocannoniere                            | Miglior portiere | Premio Fair Play              |
| ---- | ----------------- | ----------------------------------------- | ---------------- | ----------------------------- |
| 2011 | Édison Flores     | Sergio Unrein (4) Cristofer Soto (4)      | Ramiro Martínez  | Boca Juniors                  |
| 2012 | Juan Cazares      | Rodrigo Gattas (6)                        | Gaspar Servio    | Defensor Sporting River Plate |
| 2016 | –                 | Luiz de Araújo (5)                        | –                | Cortuluá                      |
| 2018 | –                 | Stiven Plaza (7)                          | –                | –                             |
| 2020 | –                 | Derlis Aquino (6)                         | –                | –                             |
| 2022 | –                 | Francisco Sagardia (4) Saúl Guarirapa (4) | –                | –                             |
| 2023 | –                 | Santiago Díaz (4) Maelo Rentería (4)      | –                | –                             |
| 2024 | –                 | Iago (4) Wallace Yan (4)                  | –                | –                             |
| 2025 | –                 | Leandro Monzón (4) Riquelme Fillipi (4)   | –                | –                             |

## Statistiche

### Vittorie per club
| Club                    | Vittorie | Secondi posti | Finali giocate | Anni vittorie | Anni finali perse |
| ----------------------- | -------- | ------------- | -------------- | ------------- | ----------------- |
| Flamengo                | 2        | 0             | 2              | 2024, 2025    | –                 |
| Independiente del Valle | 1        | 3             | 4              | 2020          | 2018, 2022, 2023  |
| River Plate             | 1        | 1             | 2              | 2012          | 2020              |
| Boca Juniors            | 1        | 2             | 3              | 2023          | 2011, 2024        |
| Universitario           | 1        | 0             | 1              | 2011          | –                 |
| San Paolo               | 1        | 0             | 1              | 2016          | –                 |
| Nacional                | 1        | 0             | 1              | 2018          | –                 |
| Peñarol                 | 1        | 0             | 1              | 2022          | –                 |
| Defensor Sporting       | 0        | 1             | 1              | –             | 2012              |
| Liverpool (M)           | 0        | 1             | 1              | –             | 2016              |
| Palmeiras               | 0        | 1             | 1              | –             | 2025              |

### Vittorie per nazione
| Nazione   | Vittorie | Secondi posti | Finali giocate |
| --------- | -------- | ------------- | -------------- |
| Brasile   | 3        | 1             | 4              |
| Uruguay   | 2        | 2             | 4              |
| Argentina | 2        | 3             | 5              |
| Ecuador   | 1        | 3             | 4              |
| Perù      | 1        | 0             | 1              |